# Cal Trompeti
Cal Trompeti és una casa de Cervera (Segarra) inclosa a l'Inventari del Patrimoni Arquitectònic de Catalunya.

## Descripció
Edifici de carreus de quatre plantes. A la planta baixa hi ha tres portes. La central d'arc de mig punt rebaixat i les dues laterals quadrangulars (refetes recentment). La planta noble presenta dues portes balconeres d'arc escarser amb barana de ferro forjat i una finestra amb la data de 1778.
La segona planta és idèntica a la primera. La planta superior fa funció de golfa i presenta dues finestres el·líptiques, entre les quals hi ha una finestra d'arc semicircular.